# Rozbórz
Rozbórz – wieś w Polsce położona w województwie podkarpackim, w powiecie przeworskim, w gminie Przeworsk.
Miejscowość jest siedzibą rzymskokatolickiej parafii Matki Bożej Fatimskiej.
W latach 1975–1998 miejscowość administracyjnie należała do województwa przemyskiego.

## Części wsi
| SIMC    | Nazwa  | Rodzaj    |
| ------- | ------ | --------- |
| 0609184 | Dziady | część wsi |

## Historia
Wieś była wzmiankowana w przywileju Jana z Tarnowa z 1384 roku jako Crossborz. Przydatnym źródłem archiwalnym są regestra poborowe, które zapisali poborcy podatkowi ziemi przemyskiej z 1515 roku (wieś liczyła 24 łanów kmiecych) i z 1589 roku. W 1674 roku w Rozborzu było 11 domów. W 1921 roku w Rozborzu było 327 domów.

## Oświata
W 1874 roku powstała szkoła ludowa 1-klasowa, która od 1903 roku była 2-klasowa. Początkowo warunki lokalowe były bardzo ciężkie. W 1924 roku szkoła była 5-klasowa. W 1998 roku oddano do użytku nowy budynek szkolny. Od 4 października 2002 roku patronem szkoły jest św. Franciszek z Asyżu.

## Sport
W Rozborzu działa klub piłkarski "RKS Błyskawica Rozbórz", który został założony w 1944 roku. W sezonie 2023/2024 gra w klasie B w grupie przeworskiej. We wsi działa też klub Amatorskiej Piłki Siatkowej „AKS Rozbórz”, który gra w Gminnej Lidze Amatorskiej Piłki Siatkowej w Przeworsku.

## Osoby związane z miejscowością
- Maria Drewniakówna – polska śpiewaczka operowa, sopranistka
- Emil Ochyra – polski szermierz, szablista, mistrz świata i medalista olimpijski